# Derecho (meteorología)

Un derecho cerca de Columbus Grove, Ohio (Estados Unidos).

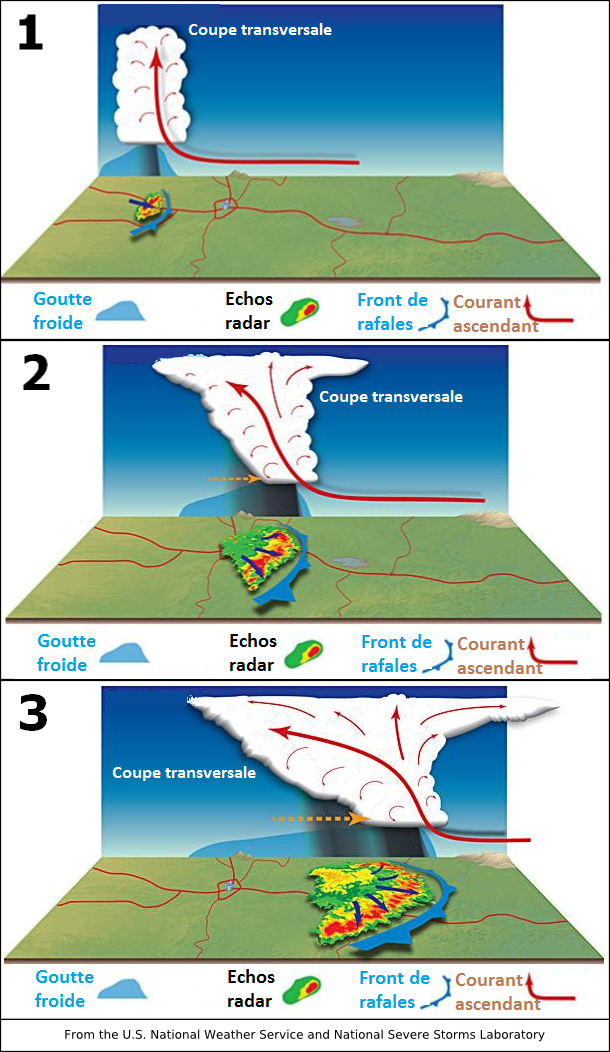
Imágenes de cómo se forman los derechos

Un derecho es un fenómeno meteorológico al estilo de una tormenta de viento en línea recta, extensa y de larga duración. Está asociado con un grupo de fuertes tormentas conocidas como sistemas convectivos de mesoescala y rivaliza potencialmente con la fuerza de los huracanes y tornados.
Los derechos pueden causar vientos huracanados, tornados, fuertes lluvias e inundaciones repentinas. En muchos casos, los vientos inducidos por convección adoptan una forma de línea de turbonada con un eco en arco ("C" hacia atrás), a menudo formándose debajo de un área de vientos divergentes en la troposfera superior, y en una región rica en humedad a bajo nivel y una advección de aire cálido. Los derechos se mueven rápidamente en la dirección del movimiento de sus tormentas asociadas, similar a un límite de flujo de salida (frente de ráfagas), excepto que el viento permanece sostenido durante un período de tiempo mayor (a menudo aumenta en fuerza después del inicio) y puede exceder la fuerza de un huracán. Un sistema convectivo capaz de producir un derecho puede permanecer activo durante muchas horas y, en ocasiones, durante varios días.
Como se trata de un fenómeno de clima cálido, los derechos ocurren principalmente en verano, especialmente entre junio y agosto en el hemisferio norte, y entre marzo y mayo en el hemisferio sur, dentro de áreas de inestabilidad moderadamente fuerte y con una cortadura vertical moderadamente fuerte del viento. Sin embargo, los derechos pueden ocurrir en cualquier época del año, tanto de noche como de día. En el hemisferio norte los derechos se forman con mayor frecuencia en un flujo de oeste a noroeste a niveles de la troposfera media, con niveles de inestabilidad termodinámica de moderados a altos.
Varios estudios desde la década de 1980 han arrojado luz sobre los procesos físicos responsables de la producción de vientos dañinos generalizados por tormentas eléctricas. Además, se ha hecho evidente que los derechos más dañinos están asociados con tipos particulares de sistemas convectivos de mesoescala que se perpetúan a sí mismos (lo que significa que los sistemas convectivos no dependen en gran medida de los procesos meteorológicos a mayor escala, como los asociados con tormentas de nieve), produciendo tormentas invernales y fuertes frentes fríos. Además, el término "derecho" a veces se aplica incorrectamente a eventos de viento generados por convección que no están particularmente bien organizados o son duraderos. Por esta razón, se introdujo en la comunidad meteorológica una definición más precisa de "derecho" basada en la física.

## Etimología
Derecho, en el sentido de "directo" (o "dirección") y en contraste con un tornado (del verbo tornar), fue utilizado por primera vez en el American Meteorological Journal en 1888 por Gustavus Detlef Hinrichs, en un artículo que describe el fenómeno y que se basa en un evento significativo que atravesó Iowa, Estados Unidos, el 31 de julio de 1877.